# 관하이산
관하이산(關海山, 관해산, 1925년 10월 23일 ~ 2006년 9월 11일)은 홍콩의 배우이다. 본명은 관닝(關寧, 관영), 아명(兒名)은 관밍줴(關銘覺, 관명각), 영문명은 Herman Kwan이다.

## 생애
중화민국 광둥성 광저우에서 출생하여 지난날 한때 중화민국 광둥성 포산 시 난하이 구에서 잠시 유아기를 보낸 적이 있고 그 후 1928년 홍콩으로 이주하였다.
1945년 홍콩에서 연극배우 첫 데뷔하였고 1949년 홍콩 영화 《주매신분처(朱買臣分妻)》로 영화배우 데뷔하였으며 1976년부터 2001년까지는 텔레비전 드라마에도 출연하였다.
2000년에는 영화에 마지막 출연하였고 이듬해 2001년에는 텔레비전 드라마에 마지막 출연하였다.
2006년 9월 11일, 홍콩에서 향년 81세로 사망하였다.

## 출연작

### TV 드라마
- 의천도룡기 1986

### 영화
- 속 프로젝트A